# Pachyserica pellingensis
Pachyserica pellingensis är en skalbaggsart som beskrevs av Ahrens 2004. Pachyserica pellingensis ingår i släktet Pachyserica och familjen Melolonthidae. Inga underarter finns listade i Catalogue of Life.